# Skrajna Sławkowska Czuba
Skrajna Sławkowska Czuba (słow. Predný Slavkovský hrb) – mało wybitne wzniesienie o wysokości 2292 m n.p.m., znajdujące się w Sławkowskiej Grani w słowackiej części Tatr Wysokich. Od Zadniej Sławkowskiej Czuby oddzielona ona jest Zadnią Sławkowską Ławką, a od masywu Sławkowskiej Kopy (dokładnie od Zadniej Sławkowskiej Kopy) oddziela ją Skrajna Sławkowska Ławka. Na wierzchołek Skrajnej Sławkowskiej Czuby nie prowadzą żadne znakowane szlaki turystyczne.

## Historia
Pierwsze wejścia turystyczne:
- Alfred Martin, 1 czerwca 1905 r. – letnie,
- Władysław Krygowski, 13 marca 1928 r. – zimowe.